# New Age of Earth
New Age of Earth (engl. für Neuzeit der Erde) ist das zweite Soloalbum von Manuel Göttsching. Das Album erschien 1976 zunächst nur in Frankreich unter dem Namen der Krautrock-Band Ash Ra Tempel, deren einzig verbliebenes Mitglied zu dieser Zeit Göttsching war, und dann 1977 weltweit unter dem Namen Ashra. Die einflussreiche Musikwebseite Pitchfork listete New Age of Earth 2016 als eines der 50 besten Ambient-Alben aller Zeiten.

## Entstehung und Veröffentlichung
Das Album markierte gewissermaßen mehrere Zäsuren in der musikalischen Karriere Göttschings. Er trennte sich mit der Veröffentlichung des Albums auf Virgin 1977 zugunsten der Kurzform Ashra, die auch für ein neues Bandprojekt vorgesehen war, endgültig vom mit dem Krautrock der frühen 1970er Jahre assoziierten Namen Ash Ra Tempel – er war bereits bei der Veröffentlichung des Vorgängeralbums Inventions for Electric Guitar das einzig verbliebene Mitglied gewesen. Er legte zudem seinen Fokus nun nicht mehr wie in vorausgegangenen Veröffentlichungen unter seiner Mitwirkung auf die Klanggestaltung rein mit der E-Gitarre, sondern nutzte für das Album nun erstmalig Synthesizer und Streicherkeyboards. Auf den Nachfolgealben Blackouts und Correlations führte er diesen Stil fort.
Die Stücke des Albums sind einerseits als sphärische Klangflächen und andererseits als perkussionsgetriebene, psychedelische Stücke definierbar, die sich unter den Genres Berliner Schule, New Age und Ambient zusammenfassen lassen. Die Grundlagen für Sunrain und Deep Distance bilden ein über das komplette Stück unveränderter Drumcomputer-Rhythmus sowie wiederkehrende musikalische Motive wie ein erkennbarer Refrain. Bei den perkussionslosen Stücken Ocean of Tenderness und Nightdust dagegen wechseln sich weiche Streicherkeyboard-Akkorde (Pads) mit elektronischen Synthesizereffekten (wabern, sirren etc.) und Soli mit der E-Gitarre bzw. den Tasteninstrumenten ab.
New Age of Earth wurde zwischen März und Juni 1976 in Göttschings eigenem Studio Roma in Berlin aufgenommen und unter Mitwirkung des ehemaligen Agitation-Free-Musikers Michael Hoenig in dessen AURA Studio abgemischt. Göttsching spielte das Album trotz seiner vielen repetitiven Phasen vollständig ohne Sequencer ein. Als Produzent fungierte Göttsching selbst. Die grafische Gestaltung der Coverabbildung der französischen Erstveröffentlichung stammt von Peter Butschkow. Es sind geometrische Formen in verschiedenen Farben vor einem schwarzen Hintergrund zu sehen. Für die weltweite Veröffentlichung ab 1977 wählte Virgin eine Fotografie von Cooke Key, die einen Turm vor einem dunkelblauen Hintergrund zeigt, von dessen Spitze ein Licht strahlt.
| Professionelle Bewertung | Professionelle Bewertung |
| ------------------------ | ------------------------ |
| Quelle                   | Bewertung                |
| AllMusic                 | [ 7 ]                    |

## Titelliste
Geschrieben, arrangiert und produziert von Manuel Göttsching.
Seite eins
1. Sunrain (Sonnenregen) – 7:26
2. Ocean of Tenderness (Ozean der Zartheit) – 12:36
3. Deep Distance (Tiefe Distanz) – 5:46

Seite zwei
1. Nightdust (Nachtstaub) – 21:52

## Besetzung
- Manuel Göttsching – Albumkonzept, Produktion, Synthesizer (EMS Synthi-A), Keyboards (Farfisa Syntorchestra, Farfisa Compact), Drumcomputer (EKO Computerythm), E-Gitarre (Gibson SG)
- Michael Hoenig – Tontechnik und Mischung